# Призраки усадьбы Блай
«Призраки усадьбы Блай» (англ. The Haunting of Bly Manor) — американcкий веб-сериал в жанре сверхъестественного и ужасов, созданный Майком Флэнаганом для платформы Netflix. Основан на мистико-психологической повести Генри Джеймса «Поворот винта». Является второй частью антологии Флэнагана, первой частью которой стал веб-сериал «Призрак дома на холме». Премьера состоялась на платформе Netflix 9 октября 2020 года.

## Синопсис
Состоятельный лондонский лорд нанимает молодую гувернантку для присмотра за его малолетними племянниками. Они поселяются в загородном поместье Блай, в котором обитают призраки.

## Актёрский состав

### Главные роли
- Виктория Педретти — Дэни Клейтон[4][5]
- Оливер Джексон-Коэн — Питер Куинт[5][6]
- Амелия Ив[англ.] — Джейми[5][7]
  - Карла Гуджино — пожилая Джейми / рассказчица
- Т’Ниа Миллер — Ханна Гроуз[5][7]
- Раул Коли — Оуэн Шарма[7]
  - Камал Хан — пожилой Оуэн / гость невесты
- Тахира Шариф[англ.] — Ребекка Джессел[5]
- Амели Смит — Флора Уингрейв[5][7]
  - Кристи Берк — взрослая Флора / невеста
- Бенджамин Эван Эйнзуэрт — Майлз Уингрейв[5][7]
  - Томас Николсон — взрослый Майлз / брат невесты
- Генри Томас — Генри Уингрейв[5][8]
  - Дункан Фрейзер — пожилой Генри / отец невесты

### Второстепенные роли
- Алекс Эссоу[англ.] — Шарлотта Уингрейв
- Мэттью Холнесс[англ.] — Доминик Уингрейв
- Роби Аттал — Эдмунд «Эдди» О'Мара, жених Дэни
- Кейт Сигел[9]  — Виола Уиллоби
  - Даниэла Диб — Леди из озера
- Кэтрин Паркер — Пердита Уиллоби
- Каликс Фрейзер — Призрак ребёнка без лица
- Паша Эбрахими — констебль
- Грег Сестеро — Джеймс, жених Флоры

### Эпизодические роли
- Джим Пиддок[англ.] — Отец Стек
- Линда Бойд — Джуди О’Мара, мать Эдмунда
- Терил Ротери — Карен Клейтон, мать Дэни
- Лиззи Макиннерни — Элспет, мать Питера
- Мартин Маккриди — Артур

## Эпизоды
| № | Название                                                                | Режиссёр                    | Автор сценария     | Дата премьеры  |
| - | ----------------------------------------------------------------------- | --------------------------- | ------------------ | -------------- |
| 1 | «Большое прекрасное место» «The Great Good Place»                       | Майк Флэнаган               | Майк Флэнаган      | 9 октября 2020 |
| 2 | «Ученик» «The Pupil»                                                    | Киаран Фой                  | Джеймс Флэнаган    | 9 октября 2020 |
| 3 | «Два лица, часть первая» «The Two Faces Pt 1»                           | Киаран Фой                  | Дайан Адему-Джон   | 9 октября 2020 |
| 4 | «Друзья наших друзей» «The Way It Came»                                 | Лиам Гэвин                  | Лори Пенни         | 9 октября 2020 |
| 5 | «Алтарь мёртвых» «The Altar of the Dead»                                | Лиам Гэвин                  | Анджела Ламанна    | 9 октября 2020 |
| 6 | «Весёлый уголок» «The Jolly Corner»                                     | Йоланда Рамке и Бен Хаулинг | Ребекка Ли Клингел | 9 октября 2020 |
| 7 | «Два лица, часть вторая» «The Two Faces Pt 2»                           | Йоланда Рамке и Бен Хаулинг | Близнецы Кларксон  | 9 октября 2020 |
| 8 | «Романтика некоторых старых вещей» «The Romance of Certain Old Clothes» | Акселль Кэролин             | Лиа Фонг           | 9 октября 2020 |
| 9 | «Зверь в чаще» «The Beast in the Jungle»                                | Э. Л. Кац                   | Джулия Бикнелл     | 9 октября 2020 |

## Производство
В феврале 2019 года компания Netflix продлила сериал «Призраки дома на холме» на второй сезон в качестве антологии. Было объявлено, что второй сезон получит название «Призраки усадьбы Блай» (англ. The Haunting of Bly Manor) и будет основан на повести Генри Джеймса «Поворот винта». Веб-сериал станет самостоятельной историей, не связанной с предыдущим сезоном антологии.
Виктория Педретти и Оливер Джексон-Коэн, снявшиеся в первом сезоне антологии, сыграли новых персонажей. Другими актёрами из первого сезона, задействованными во втором, стали Карла Гуджино, Кейт Сигел и Генри Томас.
Съёмки начались 30 сентября 2019 года и завершились 21 февраля 2020 года. Премьера состоялась 9 октября 2020 года.

## Оценки
На сайте Rotten Tomatoes сериал имеет рейтинг 87 % на основании 93 рецензий критиков со средним баллом 7,3 из 10. «Консенсус критиков» сформулирован так: «Этот сезон может быть не таким страшным, как предыдущий, но в нём всё ещё множество жутких моментов, устрашающих залов с привидениями и сильных романтических линий. «Призраки усадьбы Блай» — это ещё одно прочное произведение в растущей хоррографии Майка Флэнагана».
На сайте Metacritic рейтинг сериала составляет 63 балла из 100 возможных на основании на 18 рецензий критиков, что означает «в целом положительные отзывы».